# 도화 나들목
도화 나들목(Dohwa IC)은 인천광역시 미추홀구 도화1동에 설치된 인천대로의 교차로이자 과거 경인고속도로의 1번 교차로였다. 2017년 12월 1일 고속도로 지정에서 해제되었다.

## 연혁
- 1969년 7월 21일 : 경인고속도로 가좌 나들목 ~ 인천항(인천 나들목) 구간 개통에 따라 영업 개시
- 2017년 12월 1일 : 경인고속도로 인천 ~ 서인천 구간 단축으로 고속도로 지정 해제[1] 및 도로관리권을 인천광역시로 이관[2]

## 구조물 정보
- 위치: 인천광역시 미추홀구 도화1동

## 접속하는 도로
- 경인로 (국도 제42호선, 국도 제46호선)